# پل اس. تریبل، جونیور
پل اس. تریبل، جونیور (به انگلیسی: Paul S. Trible, Jr.) سناتور سابق عضو حزب جمهوری‌خواه ایالات متحده آمریکا بود. وی در سال ۱۹۸۳ تا ۱۹۸۹ میلادی سناتور ایالت ویرجینیا در سنای ایالات متحده آمریکا بود.